# Olena Zubko
Olena Zubko (ucraïnès: Олена Антонівна Зубко)  (Rozsokhuvatets, 8 de maig de 1953) és una ex-remadora ucraïnesa que va competir sota bandera soviètica durant la dècada de 1970.
El 1976 va prendre part en els Jocs Olímpics de Mont-real, on guanyà la medalla de plata en la competició del vuit amb timoner del programa de rem. N'era la timoner.